# 丹拿／利蘭珍寶巴士
丹拿珍寶（Daimler Fleetline）是一款由丹拿研製的後置引擎雙層巴士，於1960年首次亮相。後來丹拿車廠的巴士生產業務被英國利蘭汽車公司（British Leyland Motor Corporation）購入，珍寶巴士的生產線因此於1973年被遷移到利蘭商用汽車，1975年起，丹拿巴士一律都被冠名利蘭成為利蘭珍寶（Leyland Fleetline）。

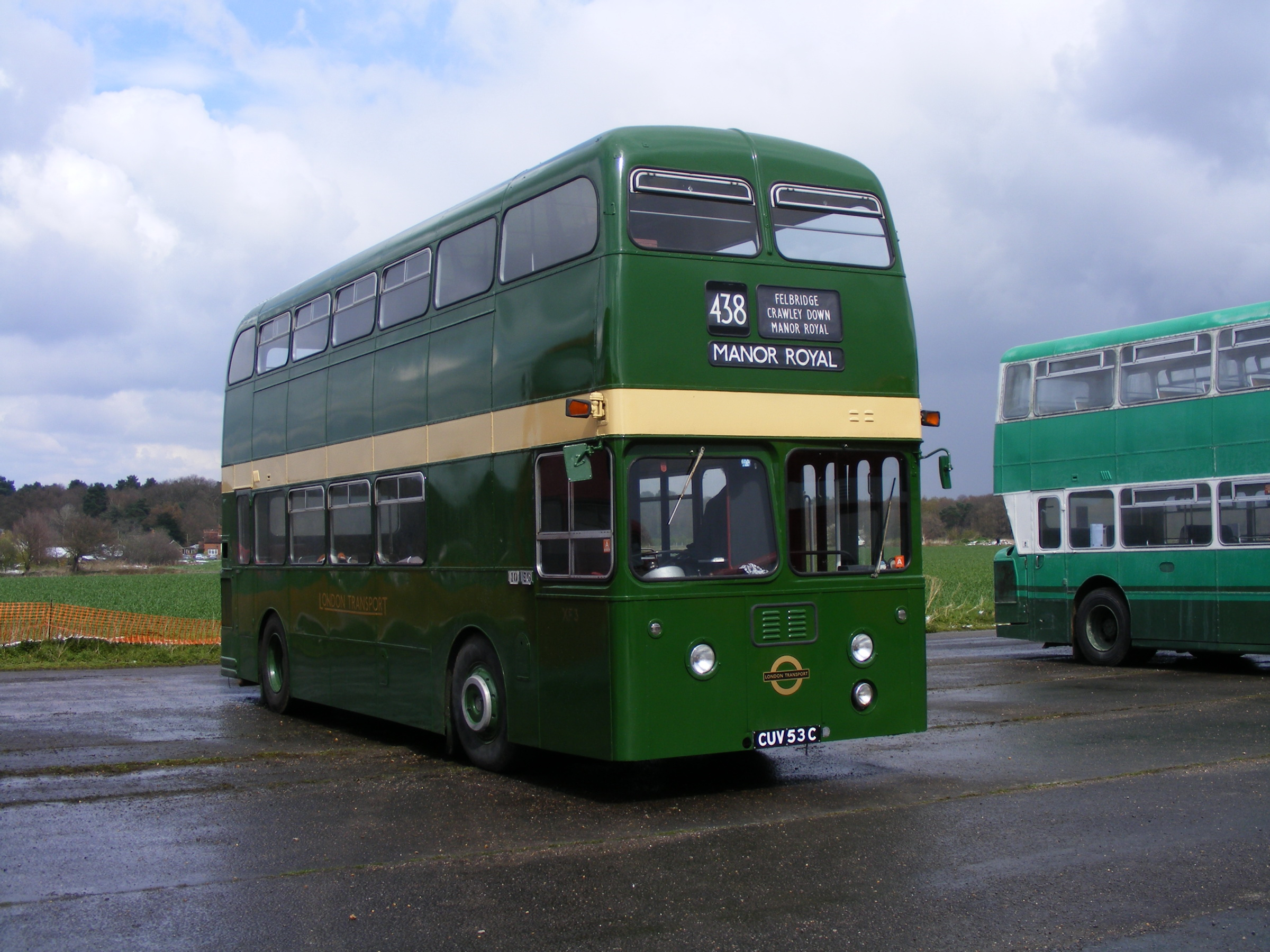
英國倫敦運輸局於1965年引入的丹拿珍寶

## 生產史
利蘭車廠於1958年推出新型的後置引擎巴士亞特蘭大（Atlantean），不但登車比過往採用半駕駛艙設計的前置引擎巴士便利，也使錢箱可安裝在駕駛座側邊，方便由駕駛員觀察乘客投幣繳付車資，從而減省車上配置售票員，達致「一人控制巴士」節省營運成本。利蘭車廠憑亞特蘭大巴士迅速壟斷英國市場，導致丹拿車廠的市場佔有率急遽下降，丹拿作為回應，在1960年代初推出香港稱為珍寶的Fleetline雙層巴士與利蘭的阿特蘭大競爭。
第一輛Fleetline巴士的底盤在1960年面世，稱為RE30（意即Rear Engine 30ft，30呎後置引擎）。Fleetline的樣版車配用丹拿自家開發的CD6引擎及Daimatic半自動波箱，裝上Weymann車身及披上伯明翰巴士公司的色彩後，隨即與另一輛示範底盤在1960年的英國商用車展正式公開發表。Fleetline在正式投產後初期更名為CRD6-30（Chassis Rear-engine Daimler 6-cylinder 30ft）。後來為提高市場佔有率，丹拿迅即為用家提供吉拿6LW及6LX引擎選擇，成為後來的CRG6-30。
Fleetline巴士在1962年量產後，在英國本土引起了很大的迴響。Fleetline在設計上跟亞特蘭大比較，不論長度及軸距都相若，引擎也同樣以橫置式配置，但Fleetline的傳動軸採用下置式（Drop-centre）設計，車軸的中央呈U字型，令巴士的地台高度可以降低，更容易裝上較低矮的車身（英國很多巴士公司都樂於使用矮車身的雙層巴士），而不需要像初期的亞特蘭大一般採用上層靠一邊的一排四人的座椅設計來遷就矮車身的設計。另外，巴士底盤的前段大陣較亞特蘭大來得纖薄，更容易採用前門不設梯級的車身，令乘客登車更為方便。丹拿的Fleetline在英國市場大受歡迎，於1963年的訂單數量更超越利蘭亞特蘭大，逼使利蘭車廠也跟進推出採用下置式傳動軸設計的改良版亞特蘭大。丹拿車廠為打開海外市場，於1965年不但推出左軚版的Fleetline，還提供33呎（CRG6-33）及36呎（CRC6-36）兩種長度的版本，其中以33呎版本最成功，Fleetline在葡萄牙、南非及香港等地取得數量不俗的訂單，而33呎Fleetline也獲若干英國本土用家垂青。
丹拿汽車的母公司英國汽車控股公司於1968年併入英國利蘭汽車公司，利蘭車廠於是整合產品線，推出採用利蘭O.680引擎的Fleetline，型號為CRL6（「L」的意思是利蘭引擎），並決定將矮身版本的亞特蘭大停產，改為向有需要購買矮車身雙層巴士的客戶推介Fleetline。
1973年8月，英國利蘭汽車將Fleetline的生產線從高雲地利（Coventry）的前丹拿客車底盤廠房，遷往利蘭位於化靈頓（Farington）的廠房，而最後一輛離開高雲地利廠房的Fleetline是供應給香港的中華巴士。自此以後，Fleetline與競爭對手亞特蘭大都是在同一廠房生產。利蘭為了確保Fleetline在生產線遷移後不影響新車交付客戶，化靈頓廠房在高雲地利的原廠房關閉前已經量產Fleetline，首輛在化靈頓廠房生產的Fleetline早於1973年3月已經出廠，比Fleetline在高雲地利的生產線在同年8月關閉的時間還早。
1974年下半年，Fleetline歸入利蘭品牌內，底盤識別碼改為利蘭車廠的標準，採用FE字頭（Fleetline的頭尾英文字母），如FE30AGR、FE33AGR等。第一輛以FE編制示人的Fleetline也是屬於中巴的，但利蘭沒有再為Fleetline注入更多新元素，只是把液壓輔助轉向系統（風油軚）及原本用於加長版Fleetline的45加侖油缸，列為所有Fleetline的標準設備。
1970年代中期，利蘭準備設計一款新型後置引擎巴士（即B15計劃），用來取代上一代的後置引擎巴士，並作為Fleetline及亞特蘭大的後繼產品，後來的成品即是泰坦型巴士。為了騰出生產線給新型號巴士，Fleetline因此被利蘭率先放棄，原因是Fleetline的生產線搬遷到利蘭在化靈頓廠房後，缺乏原丹拿車廠的周邊組件供應商和工廠支持，除了吉拿引擎供應短缺外，多項主要零件的供給都不及在高雲地利的原廠房便利，令Fleetline無法準時交貨給用家。利蘭車廠在英國的主要競爭對手於1977年推出都城嘉慕威曼都城巴士及丹尼士統治者巴士等新車款，這些第二代後置引擎巴士在動力系統效能和可靠性方面，都比Fleetline和亞特蘭大等第一代後置引擎巴士有大幅度的改善。另外，香港的中巴和九巴都是Fleetline的兩大海外客戶，但一直受到Fleetline的引擎散熱問題和攀斜能力不足所困擾，利蘭車廠因此應香港兩大巴士公司的要求，在1978年推出採用前置引擎及可供一人控制的勝利二型，香港兩巴於是將原有Fleetline的訂單轉移到這款前置引擎的新車型。由於生產上的問題、競爭對手新車型的出現及海外訂單的縮減，利蘭於是放棄Fleetline，令這款曾經很受歡迎的車款提早走進歷史。
最後一輛出廠的Fleetline巴士於1980年8月交付South Notts巴士公司，而最後一批33呎Fleetline共有12輛，型號為FE33ALR，於1981年加入英國Southend巴士公司。

### 銷售成績
在20年的生產內，丹拿／利蘭合共生產了11728輛Fleetline巴士，當中包括：
- 360輛30呎、33呎、36呎的單層版本（CRG6LXSD、SRG6LW-33、SRG6LX-36、SRG6LXB-36、SRL6-36）；
- 9702輛30/31呎的標準雙層版本（RE30、CRD6-30、CRG6LW-30、CRG6LX-30、CRG6LXB-30、CRL6-30、FE30AGR6LXB，FE30ALR、FE31AGR、FE31ALR）；
- 1666輛33呎雙層版本（CRG6LX-33、CRG6LXB-33、CRL6-33、FE33AGR6LX、FE33AGR6LXB、FE33ALR）。

另據文獻記載，丹拿曾經生產過17輛配縱置康明斯引擎的36呎雙層版Fleetline CRC6-36，當中16輛被出口到南非約翰內斯堡，另一輛留在英國。
Fleetline可選配的動力配搭十分多，除了有丹拿自產的引擎外，也有吉拿、利蘭及康明斯等，在1970年更曾經安裝以石油氣為燃料的勞斯萊斯多燃料引擎（Middlesbrough 70 - FXG870E）進行測試。至於波箱的配搭則變化不大，一直使用Daimatic或利蘭SCG系列的半自動／全自動波箱。雖然曾有一些試驗性的組合，如配用福伊特全自動波箱（九巴D738，BH6639），但因當年的技術尚未成熟，始終未成氣候。

## 香港的丹拿／利蘭珍寶
香港的中巴及九巴於1970年代大量引入丹拿／利蘭Fleetline新巴士。由於當年它們的載客量驚人（33呎Fleetline巴士的載客量超過120人），中巴於1974年宣傳Fleetline巴士時便將她跟當年名噪一時的「珍寶」波音747飛機作對比，比喻她為巴士界中的珍寶，並在數輛珍寶上貼上「JUMP ON A CMB JUMBO」的橫額廣告，因此丹拿／利蘭Fleetline在香港被稱為「珍寶巴士」。
後來香港的非專利巴士公司－城巴、雅高巴士及有豐旅運－皆從英國引入二手丹拿／利蘭Fleetline巴士。

### 中巴
中巴是香港首間引進丹拿珍寶的巴士公司，亦是香港首先大量引進珍寶的巴士公司。
1960年代末期，前置引擎巴士在英國沒有市場或因為利蘭的收購行動而相繼停產，令市場上只有後置引擎巴士底盤可供選擇。中巴為測試後置引擎巴士在香港的營運成效，於1971年以高達20萬港元購入1台30呎長的Fleetline CRG6LX-30巴士底盤（當年一輛佳牌阿拉伯五型巴士底盤售價只是12萬港元）。Fleetline底盤的售價這樣高的原因，是因為當時英國政府的運輸政策造成。在1960年代末期，英國政府為鼓勵巴士公司推行一人控制模式（One-Man-Operated，OMO模式）改用後置引擎巴士，便推出購買巴士津貼資助計劃。巴士製造商有見及此，立即大幅提高後置引擎巴士的售價超過兩倍，而英國本土的巴士公司因有政府的津貼資助，對巴士售價大幅提高的反應是「沒有什麼大不了」。但香港政府的運輸部門沒有為巴士公司提供購買巴士的資助，當時政府又要求香港的巴士公司只可從大英國協地區購買巴士，英國政府與巴士製造商的「聯合加價行動」，對香港的巴士公司而言簡直是一場惡夢。
中巴購入首台Fleetline底盤時，委託向中巴及九巴提供車身散件的金屬部件（Metal Sections）設計以及製造一個闊度為8呎半的車身，於英國裝上車身骨架後再拆除，然後將車身散件與Fleetline底盤一起付運到港。
首台Fleetline底盤抵港後，在北角渣華道車廠裝上金屬部件車身，被編為RLX1（意思是Rear engine 6LX），1972年2月9日領取車牌AX6001。中巴及當年丹拿香港代理商天祥洋行隨即在皇后碼頭廣場為RLX1舉行交接儀式及記者會。RLX1除了是香港首輛全新的後置引擎巴士外，同時是專利巴士車牌預留制度在1972年取消後，首輛登記出牌的專利巴士。
在RLX1試行1年後，由於受乘客一致好評，中巴於1973年決定再訂購30輛33呎Fleetline（LF1-LF30），採用金屬部件車身，車廂安裝了當年首次出現的3+2式座椅。在同年12月24日，首輛33呎Fleetline領取了BE7659的車牌率先投入過海隧隊線101服務，車隊編號編為LF1（Long Fleetline的意思），RLX1在同時正式更名為SF1（Short Fleetline），而LF2-LF30則於1974年1月至5月全面投入行走。而China Motor Bus的字樣也由這30輛珍寶開始在中巴車身上出現。
金屬部件（Metal Sections）改良型
在LF1-LF30尚未全數投入服務前，中巴再向利蘭加訂多75輛珍寶（LF31-LF105），車身選擇上雖然同是金屬部件，但九巴亦在1974年購入首批同款巴士，而且車身供應商亦是金屬部件。中巴有感於車身款式與採用相同車身的九巴珍寶過於相似，加上當年中巴和九巴的車身色彩也是奶黃色與紅色的配搭，容易引起乘客混淆。故中巴要求金屬部件為這75套車身組件作出改良，期望塑造出有中巴特色的珍寶。
改良項目包括：
- 加深所有車窗，並在所有玻璃上加上鋁合金框架。
- 駕駛室的車頭擋風玻璃採用向內傾斜的方式，以減少光線反射。
- 頭、尾路線號牌箱改用3格式牌箱。
- 所有膠邊（牌箱玻璃及方形的梗窗）改用銀白色膠邊。
- 加闊下層車尾的兩個車窗。

這75輛珍寶在1975年4月10日至1976年7月16日投入服務，這批珍寶也是首批在車頭、尾全面採用3格式路線號碼布牌箱的專利巴士，但左側牌箱仍維持一幅過布牌設計。因金屬部件車身的車頂呈圓拱形，後來被一些巴士業界人士稱為「圓頂寶」。
雖然金屬部件為中巴作出了很多改良，但車身外型始終也是與九巴珍寶過於相似，未能有效達到中巴要求「別樹一幟」的目的，加上金屬部件的鐵製車身在香港的氣候容易出現銹蝕，使中巴萌生在訂購下一批珍寶時另覓車身供應商的念頭。
LF106的誕生
中巴在試用Ailsa-Volvo B55（AV1，BJ4862）時，對這款巴士底盤安裝的亞歷山大車身甚為滿意，因此在訂購第3批共40輛珍寶（LF107-LF146）便順理成章選擇了亞歷山大車身。
此消息傳到金屬部件的管理層中，為挽留中巴這個重要客戶，金屬部件立即採取行動試圖亡羊補牢，以改良型車身為基礎，再進一步改良成擁有「Peaked Front Dome」的車身，成為日後的LF106。
進一步改良的項目包括：
- 頭、尾車頂由以往圓拱形改成Peaked Front，與亞歷山大L型車身的尖頂造形相似。
- 車身骨架以鋁合金製造。
- 把上層車頭的客窗改用雞翼型車窗。
- 把下層左右旁邊兩扇尾客窗由T字型改為田字型。
- 在車身裙腳加上電鍍腰線。
- 把左邊的路線牌箱改用3格式布牌箱，並改放在第2個客窗對上的旁板內。
- 以淺藍色防火板取代油漆粉飾車廂。

以上改良被定案後，金屬部件立即從第3批LF的訂單中抽出一台底盤，在英國蘭開夏郡完成LF106的裝配工作，到港後獲發車牌號碼BL1416。形象上的確有所不同，但整體的抄襲味道很濃，給人的感覺總是把亞歷山大L型車身的特點強行放在金屬部件車身之上。也因為這個原因，LF106沒有替金屬部件挽回中巴，往後的珍寶車身訂單全給亞歷山大奪去。而LF106這款擁有Peaked Front Dome的金屬部件最終改良型車身，除LF106外最後只生產多10套，全數供應給新加坡巴士（SBS）裝嵌在1977年訂購的首批利蘭亞特蘭大AN68/2R之用。
亞歷山大（Alexander）車身

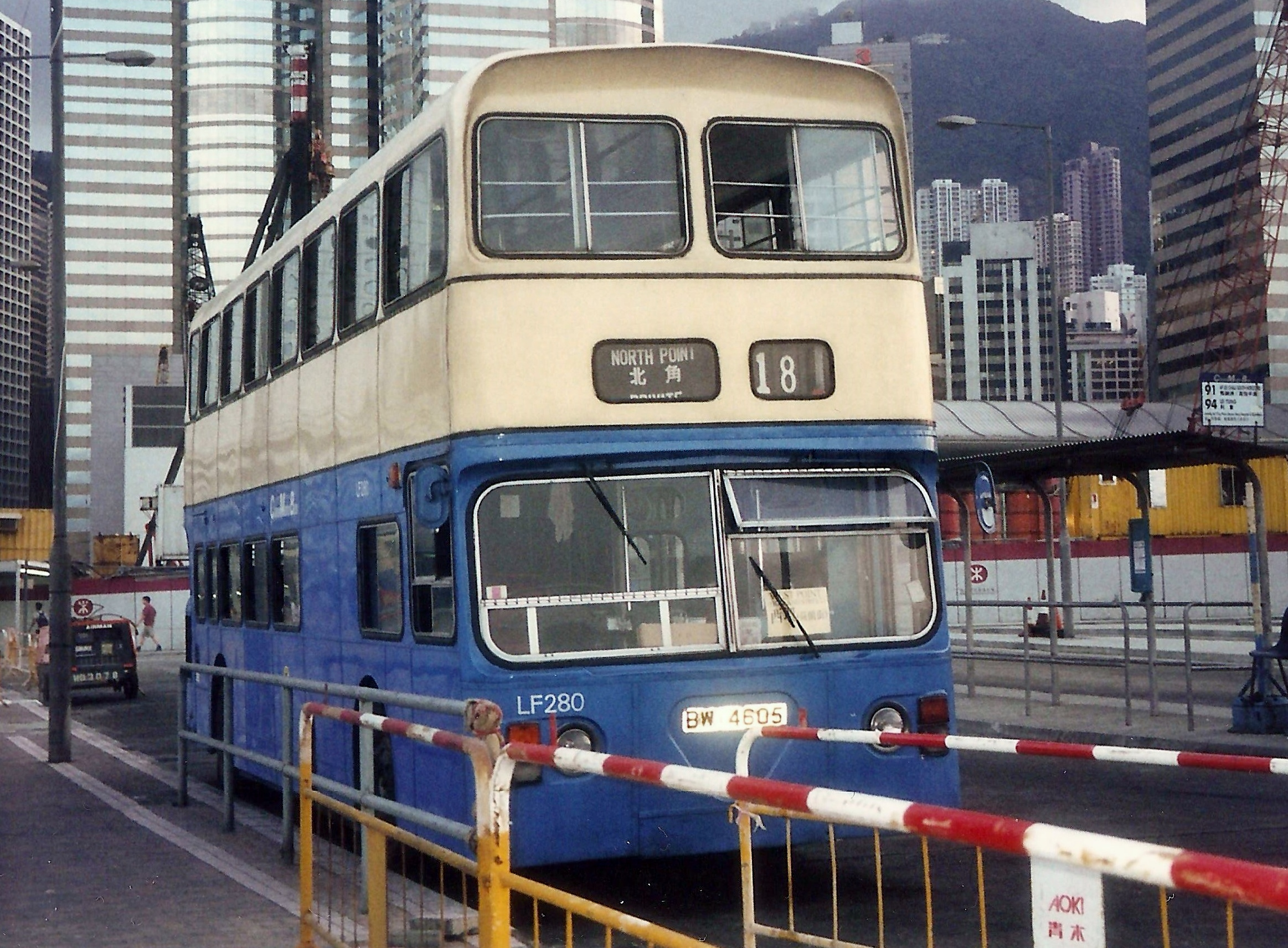
配亞歷山大車身的珍寶巴士

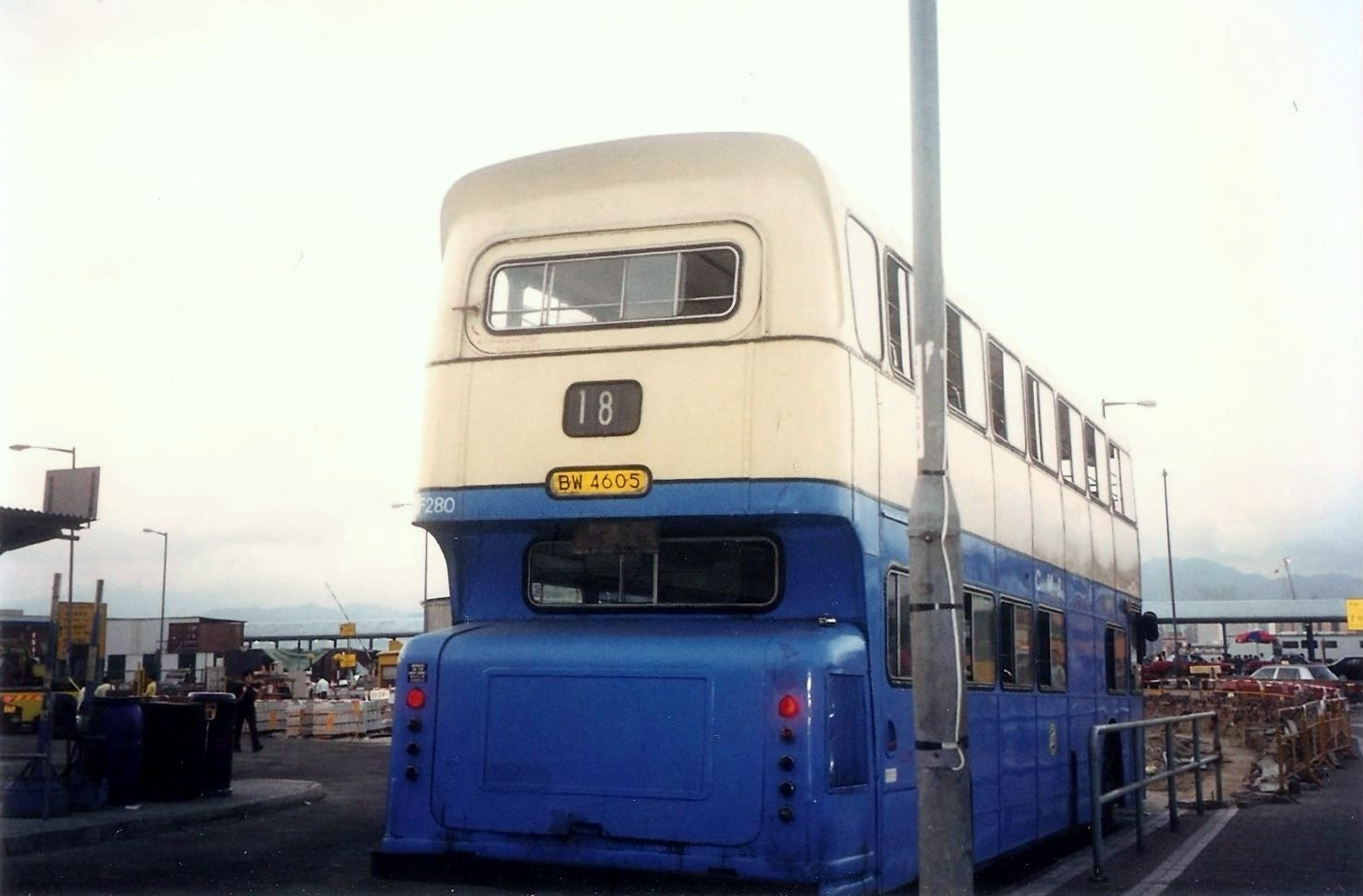
珍寶尾部

中巴在1975年開始訂購的珍寶，為樹立別具一格的形象而選用了亞歷山大L型車身。亞歷山大提供給中巴的L型車身稱為CB型。亞歷山大車身除了外觀上達到中巴要別樹一幟的要求外，車身設計上也比金屬部件來得優勝。
主要優點：
- 以往金屬部件車身，因為車窗與車身骨架直接磨擦而經常發出噪音，亞歷山大將所有車窗與車身以橡膠邊扣接，避免車身震盪時與車窗直接撞擊產生的噪音。
- 車身外皮和骨架以鋁合金製造，能夠免除車身銹蝕的問題。
- 車頭及車尾大量採用玻璃纖維製造的組件，所需的維護時間比金屬組件少。

因亞歷山大車身珍寶的線條給人很流暢的感覺，所以後來有些中巴車長稱這些亞歷山大車身的珍寶為「流線寶」，同時因為車頭和車尾的車頂採用呈尖型的纖維組件，所以這批珍寶被為「尖頂寶」。
第1輛配亞歷山大CB型車身的珍寶（LF107），1976年初在蘇格蘭亞歷山大廠房完成裝嵌，在1976年中抵港，並於7月16日取得BL483的車牌。由LF108開始，往後的流線寶也在北角渣華道車廠完成裝嵌。
色彩試驗
最初LF107、LF108與之前的珍寶一樣採用奶黃色與紅色的配搭，中巴雖然在車身造形上達到了預期目的，但管理層打算再下一城，全面更改車身色彩配搭。
於是LF109-LF125被髹上數個不同配搭的車身色彩，以觀察色彩配搭的效果，最後選定了上奶黃下彩藍的配搭為新的標準色彩。自此中巴無論在車輛款式或色彩方面也與九巴有明顯分別。
短珍寶
中巴於1977年向利蘭訂購最後一批共70輛33呎的LF。後來為了取代矮車身版佳牌阿拉伯五型巴士（LS）行走山頂及南區路線，把訂單更改為40輛33呎Fleetline FE33AGR6LXB（LF267-LF305）及30輛31呎標準長度Fleeetline FE31AGR6LXB（SF2-SF31）。後者於1979年抵港，裝嵌亞歷山大 CB型車身後在1979年11月8日至1980年4月1日投入服務。因SF比LF短了2呎，所以亦被稱為「短寶」或「縮水寶」，同一時間LF也相應地被冠上「長寶」的別號。
中巴為珍寶向亞歷山大購入的CB型車身共分8個合約批次
| 合約編號  | 合約簽署年份 | 數量 | 車隊編號                                                                                    |
| --------- | ------------ | ---- | ------------------------------------------------------------------------------------------- |
| CB1/3475  | 1975年       | 40   | LF107-LF146                                                                                 |
| CB2/2576  | 1976年       | 40   | LF147-LF186                                                                                 |
| CB3/2976  | 1976年       | 40   | LF187-LF226                                                                                 |
| CB4/1177  | 1977年       | 40   | LF227-LF266                                                                                 |
| CB6/3677  | 1978年       | 40   | LF67、LF267-LF305                                                                           |
| CB8/3677  | 1978年       | 30   | SF2-SF31                                                                                    |
| CB16/2082 | 1982年       | 19   | LF1、LF5、LF13、LF18、LF21、LF25-LF30、LF46、LF48、LF105、LF137、LF178、LF211、LF251、LF271 |
| CB18/2082 | 1982年       | 1    | LF31                                                                                        |

註1：LF31的車身合約原本是屬於CB16，但不知何故後來被改為CB18。
註2：中間缺去的合約CB5/1277、CB7/1178、CB17/2182是供重建佳牌阿拉伯五型巴士（LX）之用，而CB9/179是30輛丹尼士Jubilant的車身合約，CB11/279、CB12/2679、CB13/280、CB14/3280、CB15/1882是屬於勝利二型的車身合約，CB10這個合約編號則沒有被採用。
亞歷山大供應這8批珍寶車身時，按中巴要求修改了車身的細緻設計。
首批珍寶車身（CB1/3475），下層右邊駕駛席後第一個客窗是一個正方形的小窗。尾牌箱的位置是偏向近行人路的一邊，車牌窗設尾牌箱的隔鄰。
由CB2/2576開始駕駛席後的正方形客窗的尺寸，改為與下層其他長方形客窗相等的尺寸，而車身中間的黑色鋁邊被下移了約3吋。
亞歷山大在CB6/3677這批車身上修改了更多項目。包括把尾牌箱移高及置中，上層太平窗改為三片式玻璃。除此之外，車箱內的三幅閘門擋板玻璃尺寸被改低，並在上方加設一個長形的透風洞，以改善空氣流通。
CB8/3677除了車身長度及尾部客窗設計有少許不同外，基本上與CB6/3677的分別不大。
「自動波」珍寶
珍寶所使用的Daimatic、SCG、或利蘭GB系列變速箱，都是利用 electro-pneumatic system為變速箱操作系統。
這個系統利用兩個基本主要元件操作：
- Gear Selector Switch（算盤子）及
- electro-pneumatic valve unit（EP vaiue）。

在設計之時，這個系統容許用家自行決定使用半自動操作模式（利用算盤子直接接通選擇的波檔電路到EP value），或使用全自動操作模式（利用算盤子接通電路後，經由自動變速電腦選擇波檔，再接通EP value的波檔電路）。
中巴在1976年至1977年購入的一批LF，有61輛配用利蘭SCG340全自動變速箱，但這些「自動波」珍寶在轉換波檔時會產生很強烈的頓挫，除了令乘客感到不適外，也加速零件損耗。所以中巴後來把操縱組件改為半自動操作模式，與其他珍寶看齊。60輛「自動波」珍寶在1996年之前被拆除自動變速電腦，改回半自動操作界面，唯獨LF264繼續使用自動變速模式直至退役。SF2-SF31在剛出牌時也配用利蘭GB350全自動變速箱，但在行車時遇到與「自動波」LF相同的問題，最後也在1988年之前改作半自動操作模式，唯獨SF2繼續使用自動變速模式直至1984年1月退役。
行走路線
中巴這些丹拿珍寶在70至80年代多數被派往行走過海隧道路線，包括101、102、103、104、105、106、111、112、113，港島主幹線2、8、8A、10、25、81、82、82A、83，半山區路線12、12A、23、23A、23B、26，市區半直通線18、20、21、22、80，港島南區路線38、38A、42、48、70、71、72、73、75、78、79、98等，為中巴當時的主力車款。至1990年代由於有載客量更大的12米三軸巴士加入，部份珍寶被派出行走一些客量較低的短途線如2M、84、84M，但仍有不少留在客量不俗的過海隧道線及主幹線行走。後來為對抗城巴而開辦的43X，中巴更全線使用珍寶作為對抗工具。在1992年，香港運輸署以保障行車安全為理由，勸諭香港巴士公司派出變速箱附有減速器的巴士，行走行經斜度達1：10的路線。由於珍寶變速箱沒有減速器，因此中巴把很多途經柴灣道路線上的珍寶徹離，其空缺由其他車款填補。但仍有個別路線依然派有珍寶行走直至中巴專營權結束，例如606。
至於31呎長的SF2至SF31，則多被安排行走爬坡及路面環境較狹窄多彎的路線，如行走山頂的15號線，赤柱的6、6A、61、63、64、65、66，但也在上下班的繁忙時間被派往過海隧道線作加班車疏導乘客，偶爾也以後備車身份被派往支援其他路線，用途廣泛，同時反映出中巴對珍寶的重用程度十多年來沒有太大改變。
新巴歲月
中巴的專營權在1998年8月31日結束前，剩下了約120輛珍寶，其中的100輛包括72輛LF及28輛SF售予新專營權營運者新巴，在9月1日正式收歸新巴旗下。新巴接手珍寶初期，繼續一如以往把珍寶投放在各條主要路線。新巴為加強山頂路線15、15B的服務，除了用盡手上可調動的SF外，更加派了LF為「字軌車」行走，而為了宣傳15號線，新巴更在SF8及SF31上披上宣傳15號線的彩繪廣告。除了數輛LF及SF被髹上不同的政府廣告外，新巴初期翻髹珍寶時無意更改中巴色彩，只在翻髹後把全車內外的告示標貼改用新巴標準，以這種形式翻髹的珍寶有SF20、SF21、SF24、SF25、SF30。後來為洗脫中巴形象，把部份SF（包括SF4-SF10、SF13、SF16、SF19）以新的標準翻髹，原中巴色的（及廣告過期的SF10、SF19）被髹上綠、白、橙的新巴標準色彩，而原本帶有廣告的SF4，則只把原中巴標貼除去，粗略修飾原漆後貼上新巴標準標貼。隨著新訂購的Dennis Trident 10.3米（矮車身）巴士陸續抵港，在2000年仍在新巴服役的珍寶只剩下14輛（SF4-SF10、SF13、SF16、SF19、SF24、SF25、SF30、SF31），他們在末期除了行走15號線外，也分佈在2M（已取消）、43X（已取消）、84（已取消）、84M（已更改為82M）、88（已取消）、91及94等盈利較低的路線。其中兩輛珍寶巴士在新巴服役期間重新登記車牌，原車牌則被套於高級職員的座駕上。
在新巴服役期間重新登記車牌的珍寶：
- LF48 - BJ823→HX3658
- SF11 - CB8388→HX6768

### 九巴
在中巴試用SF1及首批30輛珍寶巴士（LF1-LF30）後，九巴亦於1974年至1979年間，分3批引進共450輛33呎長的珍寶巴士（D666-D1115），分別採用金屬部件（D666-D814、D816-D887、D889-D930、D932-D962、D965-967）、英國鋁材公司（BACo）車身（D815、D963-D964、D968-D1115）及九巴自家車身（D888及D931）。
車身演變
首2批共300輛的珍寶裝上金屬部件車身，由於車身款式及車身色彩都跟中巴的同款巴士太相似，因此，九巴亦有做過一些功夫。例如在第2批珍寶上採用位置比較低的路線牌箱，但作用不大。於是，九巴亦開始試行改用其他車身。例如D888（BM2684）及D931（BN5707），九巴自行為此兩車設計車身，但有部份乃來自金屬部件原先供應給丹拿CVG6的剩餘組件，其車窗為方角形，前後車頂上擁有如中巴的LF106的銳角形外，兩車初時擁有與中巴一樣規格的路線及目的地牌箱，至1980年代初大修後改成九巴珍寶的標準規格；而D815則交由英國鋁材公司（British Aluminium Company，簡稱BACo）在英國裝嵌車身。試用過以上兩款車身後，九巴便決定於第三批珍寶改配BACo車身。配用BACo車身的珍寶，因其四四方方的外形及平坦的車頂，而被冠上「四方寶」及「平頂寶」的別號。九巴為了突出自己的形象，務求在車身的外觀與中巴有所分別，九巴跟中巴相似，都在修改車身的塗裝。九巴曾為四方寶設計了一種紅色佔很大比例的車身色彩配搭，因而採用這款塗裝的「四方寶」又被稱為「紅燈籠」。可是，這款「四方寶」普遍不及「圓頂寶」般受乘客歡迎，原因是「四方寶」太多角位，外貌不討好；車窗位置偏高（尤其是上層），除了妨礙乘客欣賞窗外的景色，亦令在車外候車的乘客難以觀察巴士上層的空位數量。因此，九巴為後期版的「平頂寶」作出若干改良，包括將上層車窗移低了6吋，及改良了車頭擋風玻璃設計等。
行走地區
九巴的丹拿珍寶投入服務初期大多被派往高載客量的過海線及市區主幹線行走，以疏導龐大人流，1980年代為配合政府積極發展新市鎮，珍寶陸續被調派行走新市鎮路線如沙田、屯門、元朗、大埔等。踏入1990年代，九巴的珍寶已是遲暮之年。由於九巴的珍寶欠缺「液壓輔助轉向系統」，為了減輕車長負擔，這些珍寶晚年只服務於客量低或短途線，例如市區的2B、12，荃灣、葵涌的31、33A、46、沙田的80K，以及馬鞍山的86K、87K等等。
替代者
九巴原本在1977年打算再向利蘭訂購第4批共150輛珍寶，但在訂購後一年，為香港特殊環境設計的利蘭勝利二型誕生。由於九巴早已對麻煩多多的珍寶巴士心存不滿，於是將這150輛珍寶及2輛勝利J型的訂單更改為152輛勝利二型（G5-G155及一輛空調版本）。

### 重建車身
把巴士原有車身完全拆卸重建在珍寶年代已非新鮮事。在珍寶二十多年的服役期內，有部份珍寶因嚴重交通意外、火災或車身老化等原因而需要局部重建或徹底重建。
中巴歷來共有19輛珍寶巴士被徹底重建，其中17輛原配金屬部件車身。中巴重建珍寶時均選取亞歷山大車身，唯獨LF34例外。第一輛被重建車身的珍寶是LF67（BJ6629），在1977年因發生火警嚴重焚毀。中巴後來向亞歷山大訂購第3批共40套LF車身時（合約編號CB3/2976），特意預留其中一套予LF67作重建之用。
早在1982年，中巴已計劃重建在1974至1976年間投入服務的珍寶，於是再向亞歷山大訂購20套車身作重建之用，但最後只有15輛珍寶（LF1、5、13、18、21、25-31、46、48、105）在1986至1988年間獲得重建。剩下的5套車身，其中兩套後來用於重建在1990年代中焚毀的LF211及LF137，但LF31及LF137在重建後幾年又再次焚毀而提早退役。其餘的3套車身，部份散件則用於修復在1990年代同樣遭受火劫但不需要全面重建的LF160、LF178、LF251及LF271。
中巴有3輛珍寶在重建或停牌後被重新登記：
- LF31，BH5609 → DS2093（重建車身）
- LF34，BH5612 → DS5520（停牌超過2年需重新登記）
- LF46，BJ821 → DW6799（重建車身）

九巴亦有數輛珍寶巴士的車身曾經被重建。其中D1007及D1029兩輛原配BACo車身的珍寶，先後在1980年代發生火警焚毀，重建車身時九巴均裝上已經預先購入作備用的金屬部件車身。

### 火燒珍寶事件
中巴有一些珍寶在服役期間發生火警焚毀，部份被修復重建，有部份因損毀嚴重無法修復或放棄修復而提早退役，當中有不少珍寶是在北角碼頭葬身火海，更甚有的是第2度發生火警。事件起因眾說紛紜，有指是電器系統短路，亦有說被人縱火，也有指有癮君子在車廂內吸毒遺下火種引起。
以下是中巴部份付諸一炬後退役的珍寶：
- LF31-BH5609/DS2093（曾在1987年發生火警，被重建亞歷山大車身並重新登記為DS2093，1991年6月再度焚毀）；
- LF49-BJ824（1992年12月）
- LF112-BL4960
- LF137-BM4058（曾於1990年代初發生火警，重建後再於1997年焚毀）
- LF145-BM6380（1992年）
- LF159-BN4295（1991年6月）
- LF188-BP4873（1992年12月）
- LF194-BP4879（1994年）
- LF208-BR3178（曾在1994年火警後修復，在1996年再度焚毀）
- LF261-BU7566（1992年12月）
- LF266-BU9526（1994年）
- LF298-BX3107（1996年8月）
- LF305-CB3002（1995年）

九巴也有若干珍寶在服役期間發生火警焚毀後退役。因年代久遠及文獻缺乏，有關事件的詳細資料已無從考究。

### 二手珍寶

#### 城巴
城巴於1979年展開業務時，除了購入1輛Ailsa Volvo B55樣版車（V1，BZ5769）外，在DMS加入城巴前，同時購入了9輛標準版本的珍寶。這些珍寶除了協助城巴擴展一般的非專利巴士業務外，也成功打開了開頂巴士在香港的市場。
D1-D6
緊隨V1（BZ5769）在1979年投入服務的，是從英國Bournemouth Corporation Transport購入的6部於1965年製造，配用MCW車身的CRG6LX-30 Fleetline（D1-D6），首先投入服務的是D5（CA2907，BCT 192，CRU192C），在1979年8月24日領取牌照，其他的均在10月16日前歸隊。
初期這6輛珍寶行走來往沙田第一城至九龍塘站的路線，海洋公園的穿梭路線，及一些合約式租賃的公司或廠商員工接送車等。這6輛二手珍寶的Gardner 6LX引擎，在服役不久後相繼出現問題，後來城巴以馬力更大的Gardner 6LXB引擎替換。
1980年，城巴為了測試開頂巴士在香港的市場反應，把D1（CA4786，前BCT 181，CRU181C）及D2（CA4142，前BCT 188，CRU188C）改成開頂巴士，初期D1及D2的車頂被設計成可還原的模式，以便萬一試驗失敗或有需要時把巴士還原。開頂巴士服務推出不久後，不僅市場反應好，而且頗受歡迎，甚至出現供不應求的情況。有見及此，為免錯失商機，城巴迅即把其餘4輛珍寶（D3-D6）一併改為永久開頂的模式。這些開頂珍寶除了行走海洋公園的固定合約路線外，也開創了旅行團觀光、私人派對、產品宣傳等租貸業務，為當年正值發展初期的城巴帶來不少可觀收入。不久後雅高巴士也欲在開頂巴士租賃市場上分一杯羹，同樣把旗下悉數珍寶改為開頂巴士，藉此與城巴作面對面的競爭。
D7-D9
在D1-D6投入服務後，緊隨其後的是3輛在1965年製造，配Park Royal車身的CRG6LX-33 Fleetline（D7-D9），來自West Midlands Passenger Transport Executive。D7-D9也是城巴唯一的3輛33呎長珍寶，於1980年1月15日至2月4日投入服務。這3輛配用Gardner 6LX引擎的長寶在投入服務不久已問題多多，留廠維修的時間比外出行走的時間還要長，這樣高的壞車率當然不能接受，亦不受租戶歡迎。其中兩輛很快便被換上Gardner 6LXB引擎，同時把D9改為開頂巴士長期行走海洋公園路線，但也無助解決問題。

#### 雅高士
自1984年起至1989年，雅高巴士在購入來自倫敦的DMS同時，也從英國其他城市購入了十多輛車身款式各異的珍寶。
27-29
雅高在1984年除了增購入10輛DMS外，也向服務蘇格蘭Dundee（鄧迪市）的Tayside Regional Council購入了3輛1975年建造的CRG6LXB-33 Fleetline，配用亞歷山大 AL型車身。這3輛珍寶的亞歷山大 AL型車身，與當時中巴配亞歷山大 CB型車身的LF非常相似，分別之處在於上層車頭擋風玻璃採用了近似RX型車身的造形，和下層採用弧型擋風玻璃設計等，而車頭的閘門是採用4頁閘式闊閘口，與中巴採用的標準不同。最主要的分別是這3輛珍寶的車身高度是標準的14呎6吋，中巴選用的是13呎8吋的矮身版，下層車窗比上層的矮。
34、35、37-39
在1985年，雅高經英國S & S Vehicle Supplies Ltd.再購入多5輛珍寶，這次購入的是1973年建造的CRG6LXB-30 Fleetline，配用Charles H. Roe（Roe）車身，來自南約克郡的South Yorkshire Passenger Transport Executive（簡稱SYPTE），在1985年5月至8月間投入服務。其中35（DF2433，前SYPTE 1303，OET103M）在正式投入客運服務前被澳門怡東酒店租用，客窗保留了在英國服役時式樣，車上裝有空調系統，停泊在尖沙咀新世界中心外作遊客服務中心，宣傳澳門旅遊。除35外，其餘4輛在1985年5月至8月領取牌照後立即投入客運服務。
46-53
雅高在1987年再度向Ensign bus購入珍寶。這次購入是8輛在1977年建造，配用MCW DMS款式車身的FE30AGR Fleetline，與上一批配Roe車身的珍寶同樣來自SYPTE。雖然車身是DMS的款式，但許多細節上均與倫敦運輸局的DMS不同，如牌箱的設計，駕駛室窗，閘門等。與倫敦DMS最明顯的分別是駕駛室設備，依據倫敦運輸局的要求，DMS所採用的駕駛室是錶板與中控台合一的設計，駕駛室沒有了左邊的中控台及錶板外形較大，而這些「冒牌」DMS則沿用標準的Fleetline駕駛室設計，與其他珍寶沒有分別。雅高這批珍寶在1987年7月至1988年9月投入服務。
54-56、58-60、62、67
1988年，雅高接收最後一批共8輛由英國購入的珍寶，這批珍寶是CRG6LX-30 Fleetline，在1973年至1975年間建造，配用Park Royal車身，來自Birmingham的West Midlands Passenger Transport Executive（WMPTE）。當中有5輛是原配利蘭O.680引擎的CRL6，Ensign bus先為他們換上Garnder 6LX引擎才付運香港，在1988年12月至1989年7月投入服務。後來為擴展開頂巴士業務，這批珍寶當中有數輛在1990年至1991年間改為開頂巴士。

#### 有豐旅運
有豐旅運在1987年從英國曼徹斯特的Greater Manchester Passenger Transport Executive（GMPTE）購入6輛配用Northern Counties 曼徹斯特標準車身的CRG6LXB Fleetline。這些珍寶特別之處是其上層設有兩個天窗，在日間可為車廂提供充足的光線，這個設計在當時是首次在香港出現。另外其駕駛室是依據GMPTE所訂下的標準建造，整個中控台連儀錶井井有條安放在一體化的錶板上，而波棍則被安置在駕駛室右邊。這批珍寶的投入服務時間是1987年8月至1988年3月。有豐旅運在1990年代重組為香港巴士時，6輛珍寶也順利過渡至新公司，並髹上與當時英國捷達巴士相同的橙、紅、藍條紋的色彩。

### 珍寶的優點和缺點

#### 優點
珍寶巴士在當年為香港帶來了一系列的新設備。除了後置引擎設計及「3加2」座椅編排外，巴士的車軸亦被設計成「U」字形，令巴士可以安裝矮車身，及令車廂地台離地高度大大降低，甚至登車車門亦不用梯級，這在1970年代已是一個突破。另外，在司機位置及上層前排右邊，加裝了一個潛望鏡，這裝置亦是首先由珍寶巴士引進，令司機可以清楚了解上層的情況。在1970年代初期，香港巴士公司推行「一人控制」模式後，所有乘客都需要從前門上車，後門下車，上車後把輔幣投入錢箱。由於珍寶巴士的前門設於駕駛室旁邊，司機觀察乘客投幣時，不用像「半駕駛艙」的前置引擎巴士般需回頭觀察，另外由於駕駛艙跟車廂只相隔一塊可開啟的圍板，因此若客艙有任何事故，司機只須打開圍板便可接觸乘客，亦比「半駕駛艙」的巴士方便。

#### 缺點
丹拿珍寶巴士當初只為適應英國倫敦運輸局推行「一人控制巴士」的計劃而設計，在地處溫帶及地勢平坦的英國倫敦及英格蘭南部的城市行駛，除了選用利蘭引擎和全自動波箱的批次可靠性較低外，與利蘭亞特蘭大巴士相比，仍算表現良好而且相當可靠。不過這款巴士被引進到香港後，雖然因具有較低的地台及較寧靜的車廂環境而受到乘客歡迎，但這款底盤的低矮結構(1998年起投入服務丹尼士三叉戟在1999年初期也有相同問題)，卻難以承受在香港營運時經常出現的超載情況，傳動軸及底盤副架容易發生斷裂。珍寶巴士的引擎冷卻系統散熱效能欠佳，應付不了香港的亞熱帶氣候，引擎散熱水箱在炎熱的夏季經常發生「水滾」的情況，並會有蒸汽從車尾引擎室的入水口冒出，如果冷卻水大量流失又得不到及時補充，繼續行車便很容易令引擎損壞，所以當時很多巴士總站都會放置水缸，以備需要時可以為引擎散熱水箱注水，但加水前需要先等待散熱水箱冷卻至沒有蒸汽冒出，令到發車班次變得不穩定。珍寶的動力系統輸出的扭力不適合攀爬大斜路，加上引擎散熱水箱的散熱效能不良，引擎一旦處於過熱狀態便不能輸出足夠馬力，巴士持續開足馬力及長時間上斜時也使散熱水箱更容易發生「水滾」的情況，所以珍寶巴士不太合適行走需要持續攀斜的路線。但是香港有很多巴士路線都要行經斜路，安排所有珍寶巴士避開服務需要攀斜的巴士路線，在實際營運情況下是不可能的事，珍寶巴士因此仍然要行駛高客量及高斜度的巴士路線，但這樣除了使消耗性零件的損耗更快之外，更需要不時為底盤進行額外的補強工程，維修保養支出也因此增加。另外，九巴的珍寶巴士跟中巴的標準不同，九巴的珍寶沒有配備「液壓輔助轉向系統」（俗稱風油軚），當九巴的珍寶巴士滿載乘客時，司機往往要費盡九牛二虎之力，甚至要整個人站起來使勁，才可以轉動軚盤及回軚，當駛入一些狹窄或有大量非法泊車的街道，如遇到轉向困難，更動輒需要交通警察幫助下進行倒車，才可以成功駛離街道，而且大部分珍寶都不是自動波，需要經常手動換檔，令駕駛甚為費力。
珍寶的缺點令巴士公司必須尋找一款可爬坡、高載客量及可實施一人控制（方便用錢箱收錢）的雙層巴士，雖然利蘭車廠為解決珍寶在香港操作時特別所遇到的特殊環境，而向中巴提供了30輛經改良的31呎長的珍寶（SF2-SF31），但在高載客量的33呎長珍寶巴士始終未有解決操作時遇到的種種問題。最後，利蘭及丹尼士兩家英國車廠都因應香港的特殊環境需要，先後推出前置引擎的利蘭勝利二型及丹尼士喝采型，九巴及中巴停止購買珍寶巴士，改購入可攀斜及載客量不俗的車款。

### 功成身退

#### 中巴及新巴
中巴第一輛退役的珍寶是LF10，在1981年7月改為訓練巴士T17。其次是SF2（CB5831），於1984年1月30日被除牌，服役時間只有不足4年半，SF2提早退役的原因是要協助死因庭調查當年一輛佳牌阿拉伯五型巴士LX326於1984年1月28日在跑馬地的致命意外，拆出頭軸零件用作實物對比的呈堂証物。但案件審結後SF2沒有重投服務，一直泊在柴灣廠內至1998年才拆卸。
中巴有計劃的淘汰珍寶行動在1988年開始，首30輛1974年投入服務的珍寶及樣版車SF1，除少部份被重建亞歷山大車身外，其他的在1988年12月至1992年8月期間退役。SF1在1988年退役後沒有即時被拆卸，反而一直泊在柴灣廠與SF2為鄰，至1998年才被拖往錦田拆毀。
其後在1993年9月1日，因中巴失去南區26條路線，於同年9月1日一次過大規模將一批其中21輛1975年至1976年投入服務，配改良型金屬部件車身的珍寶除牌，其中LF50（BJ825，車牌後來套用在一部飛鏢巴士CX4上）於退役後於香港拆毀，其餘20輛被運往中國大陸行走。後來中巴在1994年至1998年間仍有珍寶分批在行車証到期後退役。
中巴專營權在1998年結束時剩下約120輛珍寶巴士，其中100輛（72輛LF，28輛SF）過檔新巴，其餘約20輛沒有被過檔的LF於1998年9月售予錦田兩間五金公司拆卸。
隨著新巴有更多新巴士抵港，單在1998年9月至12月，已有近20輛LF及SF退役。新巴早期退役的珍寶很多零件均被拆出留用，小至車窗、座位，大至車軸、波箱、引擎等均被拆去，只剩下一個空殼停放在小西灣車場。到了1999年7月中LF率先全數退役。從這批退役珍寶開始，新巴沒有再在車上拆掉主要零件，在出售予五金公司拆卸時除了少部份機件故障外，大部份均能靠自己本身的動力走完最後一程。
在2000年8月，新巴只剩下SF13（CD1098）仍然行走，成為最後一輛在專利巴士公司服役的珍寶。原定的牌照到期日是8月13日，但在8月5日下午，SF13行走94號線時因波箱漏油被拖回黃竹坑車廠，因距離牌照到期日只有不足10日，新巴決定不予維修，SF13在同日被除牌，象徵珍寶巴士正式結束長達28年的專利巴士生涯，而大部分的非空調巴士亦已全面性退役。
新巴曾一度保留了一部31呎長的珍寶巴士SF3（CB5930）及一部33呎珍寶LF26（BG2977），但在2007年連同一批前中巴車輛一併出售，後來一同被巴士迷購入保存。另有一輛珍寶SF15（CD1446）在1999年被改成員工溝通巴士（後期被編為SV60）。珍寶在新巴退役後大多數被出售拆毀，SF3在復修完成後，曾在2023年6月被運送至中環海濱活動空間，於城巴新巴合併前舉辦的「One Citybus 展覽」中展出；而兩部髹上「山頂15號旅遊路線」廣告的SF8及SF31，分別則被私人購入，其中SF8被巴士迷購入保存，另外SF31由一位英國巴士迷收購並運返珍寶的原產地英國，存放在蘇格蘭古董巴士博物館。
被改成員工溝通巴士的SF15於2017年9月18日被新巴招標出售，同年12月5日被巴士迷購入，並裝回牌箱、車窗及補回缺失零件。其後於2018年8月28日及2019年3月12日先後兩度前往九龍灣驗車中心進行驗車，由於此車被新巴改裝成員工溝通巴士時已更改為特別用途車輛，故此最終於2019年5月17日再度以特別用途車輛出牌，車牌為WD3519；牌照規定全車限載5人、不能作牌照規定以外的改裝，如拆除上層車頭及車尾的間隔板，以及車尾必須加設反光警示板。2020年1月11日，車主回購車牌CD1446。該巴士於1980年首次登記時，中巴已經採用忌廉黃配湖水藍的標準中巴色彩，及後亦曾改用「豪華版」配色以行走中巴15號線，但該巴士現被塗上1976年前的忌廉黃配橙紅色車身色彩。
另外，曾被新巴保留，其後售予巴士迷的LF26（BG2977），於2020年12月底修復完畢。與SF15不同的是，此車重新塗上了中巴1980至1998年採用的標準上忌廉黃下湖水藍配色。

#### 九巴
九巴早於1980年已有珍寶退役，首輛退役的是D695（BH2596），在1980年7月30日退役，服役時間只有短短5年。九巴珍寶在1987年開始大量退役，此後每年都有一定數量的珍寶退役。九巴的珍寶由於欠缺「液壓輔助轉向系統」（風油軚），不少九巴車長均視駕駛珍寶為苦差事，更曾經有九巴車長因長期駕駛珍寶引致工傷而入稟法院控告九巴，令九巴在1989年至1996年間加速淘汰珍寶。最後一輛在九巴客運車隊的珍寶於1995年10月18日退役。當中91輛九巴珍寶被運往中國大陸及1輛（D687，BG8761）被運往非洲馬拉威，亦有部份在1980年代至1990年代初被改為訓練巴士，直至1997年才全數退役。另外有3部珍寶售予必達巴士，包括原計劃運往非洲肯雅的D815（BK3183）、裝上九巴車身的D931（BN5707）以及重建金屬部件車身的D1007（BU3648），另外有1部改為右邊車門的D922（BN3008），其後由於必達巴士惹上官司的關係，這三部巴士被拆毀。
其中一輛在1992年退役的BACo車身珍寶（D989／車牌BT207），由九巴捐贈予香港幼兒教育及服務聯會，並於1994年以特別用途車輛身份重新領牌，新車牌為FZ2496，用作「大自然巴士」的用途。為配合「大自然巴士」的概念，巴士內部被大幅度改裝，座椅被拆除，並加裝展板及桌椅，以及將所有車窗都加上窗簾。車內設有空調，上層和下層車尾原來的車窗被拆除，而裝上窗口式冷氣機。至於車身外部，整個車身都髹上以動物和花草樹木為主題的圖畫，並以卡通化的字型髹上「Nature Bus 大自然巴士」的字樣。該車於2003年起沒有被續牌，並於2008年開始長期停泊在大埔區一個停車場內。直至2011年4月10日，被有心人購入並進行修復，2019年修復完畢，並得到東方玩具有限公司以及遠大貿易有限公司的支持，於同年底舉行的冬季購物節展出。直到2021年，該車換上原裝的起角輪拱旁板和頭邊燈，前輪亦換上原子胎。

#### 城巴
城巴首批二手珍寶（D1-D6）投入服務時的車齡已屆14年，雖然全數已更換了更可靠的Gardner 6LXB引擎，但因其他主件老化而令維修成本不斷上升，最後城巴把手上的DMS改為開頂巴士取代這批年事已高的珍寶。這6輛珍寶在1986至1987年間退役，最後離開城巴車隊的是D4（CA8427，前BCT 191，CRU191C）。
而來自英國西米德蘭郡（West Midlands）的D7-D9，因機件頻頻出現問題，在1983年末至1984年中已退出城巴車隊。

#### 雅高巴士
雅高巴士的二手珍寶已在1991年不定期分批退役，有數輛曾泊在雅高青衣廠房用作儲物室及休息室。37（DF6489，SYPTE 1301-OET101M）則在1991年經由城巴運往廣州。最後離開的是來自WMPTE的62（WMPTE 4572-GOG572N），原車牌為EB4267，約在1997年重新登記為HH2516，一直以開頂巴士形式營運至2001年中退役。

#### 有豐旅運
6輛來自GMPTE的珍寶均在1996年前退役，全數在香港被拆卸。這些珍寶退役前多在來往樂富與畢架山的穿梭路線行走。

## 倫敦珍寶

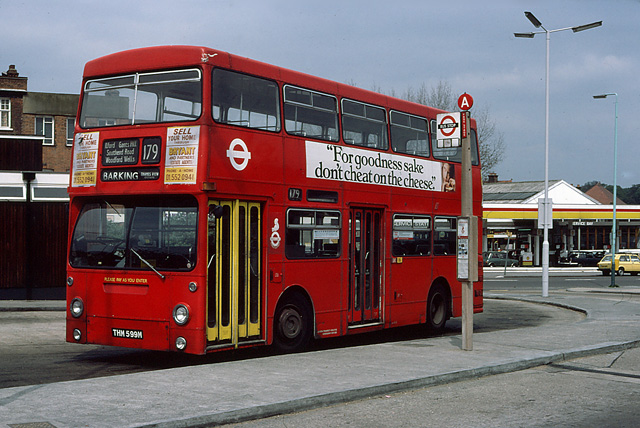
前倫敦運輸局所屬的倫敦珍寶

倫敦珍寶是指英國倫敦運輸局於1970年至78年間引進的30呎長丹拿／利蘭珍寶巴士，統稱為DMS。早於1965年，倫敦運輸局引入一批後置引擎巴士作測試，分別為50輛利蘭阿特蘭大及8輛丹拿珍寶，經過測試後，倫敦運輸局認為珍寶可靠性高，之後就購入了2646輛，成為史上最大的珍寶巴士買家。
這批珍寶巴士都是按倫敦運輸局的規格設計和組裝，如機械配搭便是根據倫敦運輸局訂立的規格，車身則委託Park Royal及都城嘉慕威曼建造雙門車身。其中大部分巴士採用一人控制模式，右邊登車通道還設有一台打印車票的入閘機，型號為DMS；其餘近600輛巴士則設有售票員服務，型號為DM。
倫敦運輸局把一輛1974年出廠的CRL6 Fleetline（編號DMS854）送回利蘭車廠進行減低嘈音的研究計劃，即B20計劃，復出後整個引擎室玻璃纖維外殼被重新設計，引擎室上裝有一對像煙囱狀的排氣口，同時亦有消減噪音的功能。結果，倫敦運輸局最後一批共400輛DMS屬於B20型，裝上了利蘭的O.690型引擎。
倫敦運輸局引入DMS，原意是為了引入一人控制巴士在倫敦服務以減低成本，以及更新車隊。不過DMS巴士在倫敦的表現不獲好評，包括營運效益及方便程度不及設有售票員服務的巴士，巴士的整體設計不能適應倫敦運輸局的修車制度，而且巴士為了符合倫敦運輸局的規格，動力組合需要作出相應修改，例如選用全自動波箱，都有異於丹拿的原始設計，此舉雖然滿足了倫敦運輸局的要求，卻令巴士的性能表現不太可靠，壞車率偏高，一人控制巴士的司機需要同時向乘客售票及找贖，而且必須停正巴士站上落客，加上入閘機經常出現問題，反而令行車時間及經營成本增加。因此DMS在倫敦普遍不受乘客（甚至車長）歡迎。於是自1979年起，倫敦運輸局便開始把旗下的倫敦珍寶出售，除了有部份倫敦珍寶在英國被拆毀外，其餘的都透過Ensignbus公司轉售至倫敦以外的城市及海外的巴士公司，而倫敦運輸局最後一輛DMS巴士於1993年退出載客行列。
其中6輛透過Ensignbus轉售的DM/DMS巴士，曾於1984年用作舉行巴士賽車，分別為DM970、1063、1802、1829、DMS1880及1984。

### 倫敦寶在香港
1970年代末期，香港兩家專利巴士公司在1950至1960年代投入服務，採用半駕駛艙設計的前置引擎巴士，如AEC Regent五型、丹拿CVG5及利蘭泰坦，都已年屆退役之齡，而且數量不少，香港的巴士公司不但面對車源緊張，又要與即將通車的香港地鐵展開競爭，而地鐵的開通將會令營運環境發生轉變。雖然DMS在倫敦的評價不佳，根據中巴和九巴先前購入二手利蘭亞特蘭大巴士的使用經驗，其原裝的利蘭O.680引擎可靠性並不理想，而DMS巴士可以選配香港巴士公司常用的吉拿引擎，並已有部分DMS本身已安裝吉拿引擎。DMS雖然是按照倫敦運輸局的要求設計，但香港的巴士公司操作同系的丹拿珍寶已累積多年經驗，因此預期只要將DMS巴士根據香港的操作環境作一番修改，便可適應在香港服務的環境。另外，由於巴士公司預期地鐵通車後，大眾對巴士服務的需求將會發生變化，在經營前景明朗化前先購入一批較廉價的二手車局部更新車隊，成為巴士公司當時不錯的選擇，於是中巴和九巴便通過代理商Ensignbus，從英國倫敦引進俗稱「倫敦寶」的二手DMS巴士，用來替換已經老舊的前置引擎巴士。
除了中巴和九巴兩大專利巴士公司之外，DMS也被當年新成立的雅高巴士及業務剛剛起步的城巴垂青，因此曾一度有370輛DMS巴士被引進香港並領牌行走（中巴207輛、九巴100輛、城巴33輛、雅高30輛）。
註：另有4輛配IVECO引擎的B20 Fleetline DMS在1990年代中被必達巴士運往香港（DMS2374、DMS2426、DMS2497、DMS2514），曾計劃改成開頂巴士在港行走，但驗車時因廢氣排放未達標準而未能領牌，最後在必達巴士倒閉後被拆卸。

#### 中巴
中巴是香港最早引進DMS的巴士公司，也是購入數量最多的，車隊編號以XF開頭。原本中巴引入倫敦寶的目的是要行走接駁地鐵站的M線，但由於巴士在香港的表現良好，中巴決定增購，並將之派往港島北岸主幹線服務，亦因其靈活性高，更一度成為南區赤柱路線6、6A、61、63、64、65、66的主力車款。中巴合共訂購208輛DMS，但其中1輛（倫敦運輸局編號DMS386）在卸下葵涌貨櫃碼頭時發生嚴重意外，整個車身幾乎盡毀，所以最後有206輛載客用車（XF1-XF206，XF206於1988年被改裝成豪華巴士，編號改為FC1）及一輛訓練車（T19）於1980年至1984年間投入服務。
為了節省零件儲存及維修成本，中巴指定選購安裝吉拿6LXB引擎及Park Royal車身的DMS巴士，但當時有不少安裝Park Royal車身的DMS巴士是配用利蘭引擎。於是Ensignbus便按照中巴的要求，把裝配Park Royal車身，但採用原裝利蘭引擎的DMS巴士，先換成吉拿6LXB引擎後才付運香港，但因為吉拿當時未能供應足夠引擎替換原裝的利蘭引擎，所以有6輛售予中巴的DMS（XF65-69及T19）到港服務初期仍是安裝利蘭O.680引擎，直至1984年至1985年才換裝吉拿6LXB引擎。
其中XF34（倫敦運輸局編號DMS438）在付運香港前，曾被Ensignbus用作示範車，為此Ensignbus對XF34的改裝也比同期的XF多，包括全面採用Percy Lane的全幅式推拉車窗，將「四塊閘式」的前閘後半部移走及換上傍板，把尾軸上的橫向座位改為背對背形式。Ensignbus在完成改裝及髹上中巴色彩後，代表Ensignbus出席1980年的英國商用車展及同年的Cobham London Bus Rally，隨後在1980年7月交付中巴。
改善工程
這款巴士的最大特色是車頭的牌箱，倫敦運輸局參考AEC Routemaster設計，把DMS的牌箱設計成途經地點、路線號、目的地的3格窗牌箱模式。中巴在XF投入服務初期，使用原來的途經地點窗用來顯示目的地，原有的長形目的地窗則被廢除。但在運作一段時間後，中巴發現此牌箱設計對日常營運引致許多不便。原來該途經地點牌箱在倫敦運作因不需要時常變動，所以倫敦運輸局把它的搞手柄設在上層牌箱內，但當中巴把它改變為目的地牌箱後，便引發問題，車長在每次抵達總站後均須往上層打開牌箱轉換目的地，浪費時間。中巴為解決問題，在1982年開始研究改裝牌箱的可行性。中巴以XF115作試驗，把整套牌箱降低至下層擋風玻璃之上，再在車外加設搞手。但這設計依然須要車長離開駕駛席才可進行搞牌動作，成效未如理想，而且改裝工程非常複雜，於是再另行作研究，但在此之前，仍有數輛XF依XF115的設計把牌箱改裝，而XF135在不改變牌箱外型下，曾試驗性被安裝一套很複雜的搞手系統。後來中巴想出把XF原來的號碼牌箱移向中間及恢復使用長形目的地牌箱，形狀像「反T型」，再設計一套配合既實用又巧妙的槓桿系統的扳手，成效十分理想，故中巴決定在1983年起以「反T型」為藍本，分批改裝其餘未改裝牌箱的XF，此後XF擁有有別於中巴一般左邊目的地右邊路線編號的牌箱，但個別在前期作試驗性改裝的，例如XF135、XF152及XF176等，則維持早期改裝模樣直至退役。
首輛DMS（XF1、2）於1980年2月8日投入服務後，除了牌箱外，XF的車身在中巴悠長的服役期內也作出不少改動。早期的XF與在倫敦服務時分別不大，車廂設施幾乎沒有任何改變，座位依舊使用原裝的絲絨面，車頭上層仍維持使用雞翼窗，下層仍是原裝的弧型擋風玻璃，而客窗是在原有的英式半格窗下加裝推拉式車窗，外型成一個「田」字。在行走一段時間之後，中巴發現DMS的車廂設計必須修改。首先是原裝的絲絨座椅安裝在非空調的車廂內，顯然不適合香港的亞熱帶氣候，香港的夏季炎熱而潮濕，這些絲絨座椅令夏天乘車的乘客苦不堪言。其次是那些由Ensignbus改裝的「田字窗」，因為窗框有太多空隙，在行車期間的震動會發出很大的噪音，在下雨天時情況更糟糕，出現嚴重的漏水問題。車頭上層和下層的原裝車窗設計，令車廂缺乏足夠的通風，乘客在夏季會感到車廂很焗促。針對以上種種問題，中巴在1981至1991年間為DMS巴士進行了一系列改善工程。
1. 所有絲絨座椅被改為中巴珍寶標準的深藍色人造皮座椅（XF206則在1988年把座位改為高背座位及重編為FC1）；
2. 把「田字」窗改為由YOUNG或Percy Lane出品的全幅式推拉車窗（於1991年11月或以前退役的XF沒有被改裝，如XF15）；
3. 將下層車頭的弧型擋風玻璃更換及拉直，並加設兩隻左下右上的雞翼窗（XF206/FC1除外）；
4. 在上層車頭的雞翼窗損壞時，以全幅式推拉車窗取代（但有不少XF在退役時上層仍使用雞翼窗）。

另外所有XF在引擎室上左右兩邊原本設有裝飾旁板，但全部在1984年之前被拆除。
除了以上的改善工程外，206輛中巴XF的車廂外觀跟在倫敦服役時分別不大，依然是灰色與白色的配搭，有些甚至還留下倫敦運輸局的車廂告示。唯獨是XF118因曾發生火警，在修復時車廂防火板改用中巴標準的淺藍色，同時在車頂加設電鐘帶。
退役
中巴首兩輛退役的XF是XF47（CH9033，倫敦運輸局編號DMS376）及XF150（CY4104，倫敦運輸局編號DM993），同在1986年1月22日除牌。由於受到輿論及股東壓力，於1988年12月至1992年夏季期間，加速淘汰載客量少於100人及／或不設風油軚的雙層巴士，所以在1987年12月至1991年6月期間有一定數量的XF退役；另外，於1993年及1995年因中巴分別失去28條及14條路線引致車隊過剩，大量倫敦寶（XF），連同一批較早期的丹拿珍寶（LF）及大部分佳牌阿拉伯五型巴士（LX）分兩批被集體除牌，除了其中8輛在1994年經商人運往中國大連行走外，其餘均在香港拆毀。
最後一輛退役的XF是XF196（DD5273，倫敦運輸局編號DMS2105，KJD105P），在1997年3月底退役，後來停放在沙頭角公路附近的一個露天倉，2001年後不知所終。而訓練巴士（T19、T20/XF154、T21/XF192）則於1998年隨著中巴專營權的結束而退役並被拆毀。DMS在中巴服役的時間平均超過10年，比它們在倫敦行走的時間還要長得多。

#### 九巴
九巴也從倫敦引進100輛DMS巴士（2D8-2D107），但抵港時仍然採用原廠的利蘭O.680引擎及全自動變速箱。因其總載客量比九巴新購入的珍寶少20多人，所以於投入服務初期均髹上「超載屬違例 乘客請合作」的標語。由於利蘭O.680引擎的性能表現和可靠性都不理想，令壞車率偏高，在二手的利蘭亞特蘭大巴士退役後，九巴車隊內已沒有其他車款採用利蘭O.680引擎。九巴為了減少零件儲備，曾考慮為DMS巴士換裝吉拿引擎，但是考慮到引入二手DMS巴士只是購買新車前的過渡性安排，為這批二手車購買新引擎進行改裝並不符合成本效益，所以九巴只有少數DMS巴士於利蘭O.680引擎發生故障時獲更換吉拿6LX引擎。不過，九巴後來仍將問題多多的全自動波箱更換為半自動波箱。
九巴引入的倫敦寶，車身款式除了有中巴標準的Park Royal，亦有來自都城嘉慕威曼（MCW）的產品。雖然兩者外觀頗為相似，但Park Royal的車身結構比較堅固，而MCW供應的車身則比較粗糙，耐用程度不及Park Royal的車身。
雖然九巴沒有像中巴為倫敦寶大量換裝吉拿引擎，但對於倫敦寶的車身改裝則做得較徹底。九巴在倫敦寶投入服務前，已將所有絲絨座墊改為人造乳膠座墊，車箱內籠改為九巴標準的綠色（後期翻髹為淺棕色）；所有車窗（除下層擋風玻璃）改為由Young生產的全幅式推拉式車窗；及將路線牌箱改為九巴的一整體模式（有部份在投入服務初期仍沿用原裝的牌箱，後來才被更換）。
九巴使用DMS巴士一段日子後，再作出更多的改良，包括把寬闊的「四塊閘」式前閘後段移走並換上傍板（部份沒有被改裝），令外觀跟其他九巴的窄前閘一致；將下層的擋風玻璃連前幅移去，更換成金屬部件（例如2D27，CN855）或BACo（如2D28，CN1106）的車身組件，以改善下層的通風（有些依然使用原裝頭幅及擋風玻璃直至退役，如2D61，CN9710）。因此，九巴的倫敦寶顯得本地化，形象煥然一新。九巴另有一輛安裝都城嘉慕威曼的2D34（CN2740）曾經發生火警導致車身受損，在修復時使用了BACo的車身組件，包括大部份車窗及頭幅，成為都城嘉慕威曼與BACo車身複合模樣。
退役
九巴首輛退役的DMS是2D15（CM4879，倫敦運輸局編號DMS766，TGX766M），因嚴重交通意外在1981年10月7日退役，服役時間只有6個月（1981年4月8日領牌）。其後2D34（CN2740，倫敦運輸局編號DMS1549，THM549M）在加入九巴的第2個年頭的1983年10月24日率先加入訓練學校，成為九巴首輛後置引擎訓練巴士。後來在1984年4月開始至1986年10月，連同2D34在內先後有23輛DMS成為訓練巴士，並在1990年至1995年退役。而繼續用作客運用途的，大部份在1986年12月至1989年8月間退役，最後只有2D62（CP174，倫敦運輸局編號DMS1566，THM566M）及2D69（CP2155，倫敦運輸局編號DMS1585，TGX585M）過渡至1990年，兩輛2D分別在1月及4月退役，隨後同被必達巴士公司運往中國大陸服役。
九巴當年購入二手DMS巴士只是為了解決丹拿CVG5退役期間車源緊張的問題，並不打算如中巴般長期使用，亦沒有大量換裝吉拿引擎，雖然改裝波箱後可靠性有所改善，但機械性能並沒有提升。這批二手車使用的零件與九巴其他車款也有較大分別，相對於中巴只購買安裝Park Royal車身的倫敦寶，九巴引進的倫敦寶則有兩款車身廠牌，所以維修上也較為不便。由於受到性能和載客量的局限，這款巴士不適合行駛長途路線，只適合分配到短途路線。當九巴在1980年代中期購入大量新款的三軸巴士後，便逐步將這款二手車淘汰。九巴的100輛DMS巴士使用平均不足6年就退役，當中32輛退役後被運往內地行走。

#### 城巴
城巴在1981年向Ensignbus購入首10輛DMS（L11-L20），同時亦由中巴當年的保險公司怡和洋行手上接收意外損毀的DMS386（JGF386K）作零件車之用。隨後再於1983年向Ensignbus訂購一輛開頂單門版（D23，倫敦運輸局編號DMS2150），所有改裝工作均由Ensignbus完成，並在髹上「城巴旅遊 Citytours」色彩抵港。
地鐵在1983年曾打算開辦巴士線接駁地鐵站，並透過城巴購入20輛DMS巴士，但地鐵公司開辦巴士線提交的申請，因為兩家專利巴士公司強烈反對而遭政府否決，該20輛巴士最後由城巴全數回購（D25-43、46）。
1985年，澳門的福利公共巴士公司也訂購了兩輛DMS，但當巴士付運後卻取消訂單。兩輛DMS抵達香港後被城巴接收（44、45），在1986年投入服務時一度以澳門福利巴士公司的色彩在香港行走。
在服役期內，這些巴士主要行走屋邨巴士線、海洋公園專線及提供租賃服務，有數輛被改作開頂巴士並服役至1992年。由於當年城巴是一間非專利巴士公司，在香港法例下，非專利巴士不能設有企位。因此，為了增加載客量，城巴故意在DMS巴士上層，安排「3+2」式坐椅，令上層載客量達59人，以彌補沒有企位的不足。在1981年12月22日L15（CP2073，倫敦運輸局DMS796，TGX796M）及L17（CP2221，倫敦運輸局DM1749，GHM749M）更展開一段歷史性旅程，連續170公里由香港駛往深圳，是中國大陸自1930年代後再次出現的雙層巴士。不久後城巴開辦往返香港及深圳的定期班次，成功開拓了中港過境巴士的市場，過境線開通初期也是使用DMS行走。
退役
1989年城巴第一批11米利蘭奧林匹克空調巴士（106-117）正式投入服務後，DMS在城巴的重要性漸漸下降。最後城巴旗下的33輛DMS，除10輛在香港拆毀外，23輛成功覓得新的買家，6輛在1990年5月被售予雅高巴士，1輛被售予有豐旅遊車公司，15輛被售予廣州市第一汽車公司，共分4批在1990年6月、1991年5月、6月及10月，連同3輛城巴的二手丹尼士統治者、一批原屬雅高及九巴的丹拿珍寶，及由新加坡抵港的6輛利蘭亞特蘭大，經文錦渡運往廣州市。
城巴在1991年重組車隊編號時原本預留了5至12號予DMS使用，但最後只剩下D19及D25在當時仍存在於城巴車隊，分別被重編編號為5及6。兩車先後在1992年7月及9月全數退役。

#### 雅高巴士
雅高巴士的前身只是中華造船廠的運輸部門，旗下車輛只負責接送公司員工。中華造船廠在1981年看準DMS的載客能力及便宜車價，逐向Ensignbus購入10輛DMS作為員工巴士之用，其中首3輛委托Ensignbus改裝為單窄門，3+2座位，令其載客量增加至115人。後來管理層認為巴士業務有利可圖，於是成立雅高巴士有限公司，把原有的10輛DMS過戶，並於1981至1985年間增購20輛DMS（11-26、30-32、41），當中41（DG7794，前倫敦運輸局DMS854，TGX854M）是B20 Fleetline樣辦車，在1985年10月領牌，而且DMS854是經由S & S Vehicle Supplies Ltd.而不是經由Ensignbus購入。及後於1990年5月，雅高向城巴再購入了7輛DMS（68-74）。
退役
雅高的DMS在1998年之前已全數退役或轉售予私人公司。兩輛DMS與其他退役珍寶巴士，連同城巴15輛DMS在1991年一同被運往廣州。
而被售予私人公司的DMS，服役時間最長的是DD2113（雅高30，前倫敦運輸局DMS2123，OJD123R），一直行走至2008年7月17日退役（已被國產宇通客車取代），亦成為香港最後一輛除牌退役的Fleetline。

#### 香港紅十字會
除了載客及出租用途外，比較特別的是香港紅十字會亦曾於1983年購入一部倫敦寶（倫敦運輸局DM1227，KUC227P），作為流動捐血服務中心之用。這部巴士是透過城巴購入，抵港後除更換了Gardner 6LXB引擎外，車身亦由城巴進行了徹底改裝：
1. 把車身兩邊的車窗密封，每隻車窗只留下原本的透氣小窗；
2. 前閘被取消，改為車窗，中閘則被保留；
3. 駕駛艙加設太平門（零件來自城巴的零件車DMS386）；
4. 車箱內加設了空調設備，而空調系統則由置於車後的流動發電機提供；
5. 重新佈局車箱以適合用作捐血之用，例如加設臥床、洗手盤、小型工作間，及一些基本的捐血設施。

經過以上改裝後，巴士以前紅後白的形象出現。這部巴士因沒有通過運輸署的驗車程序，所以從未在香港領取牌照，流動捐血服務巴士每次出動時均須掛上試車牌照行走，並將流動發電機拖於車後。而巴士日常維修則交由城巴負責，因此，這部流動捐血巴士亦有城巴的車隊編號D47。
退役
隨著更多設備新穎的流動捐血單層巴士於1990年代引入，香港紅十字會的DMS流動捐血巴士在1990年代末退役，後來一直停泊在佐敦的紅十字會車場內，至2001年已不知所終。

## 中國大陸
在1980年代，有香港商人看準內地公共交通落後，但公交公司大多沒有資金購買巴士以應付需求，便提出低價或免費提供巴士予內地公交公司，香港商人保留巴士車身的廣告經營收益，車資收入則由內地公交公司享有的方案。受惠於這個方案，在1987至1995年先後有百多輛從香港退役的珍寶（包括33呎版本及DMS）透過城巴、必達巴士、新美景工程公司及其他途徑運到內地舒緩公交壓力。直至1995年因爆出必達劉先生偽造車輛文件事件，令內地禁止再引入二手巴士。珍寶在內地的足跡遍及華南、華東、華北及中國東北的多個城市。
也有一些Fleetline巴士，在英國退役後直接售予中國，例如吉林市公交總公司從倫敦購入一些從未在香港載客服役的B20型號的DMS巴士。
隨著內地公交營運環境改善，內地大部份珍寶已於1997至2001年間退役。

### 巨鷹珍寶

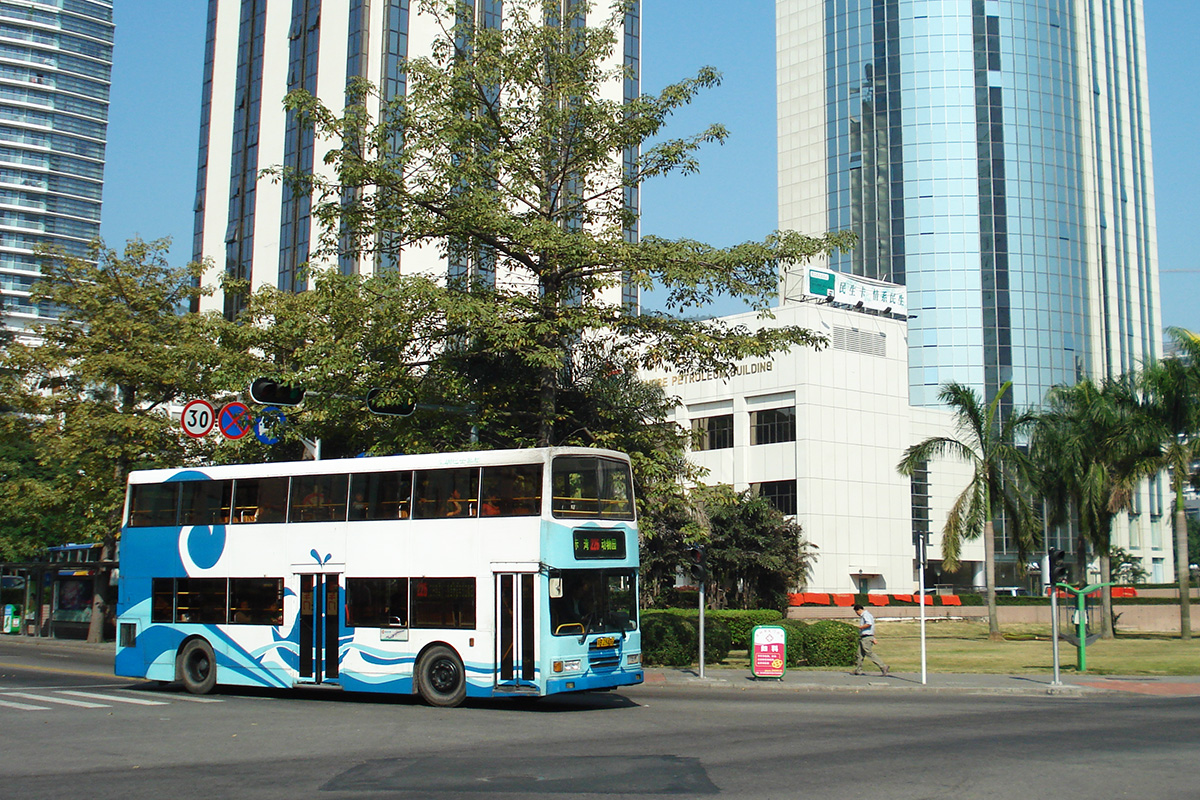
深圳226路使用的巨鹰珍宝（2006年12月）

巨鷹珍寶是由廣州增城穗景客車有限公司開發。穗景在1990年代末期在深圳、廣州收購約30多輛已行走一段時間的前中巴、九巴的珍寶巴士，拆卸原有車身後把底盤作全面翻新及改為左方駕駛，再配上一個由穗景設計的車身。
重建後的巨鷹珍寶一度在廣州市第二公共汽车公司重新投入服務，直至廣州市政府全面取締雙層巴士後退役。
深圳公交巴士共引入廿多輛巨鷹珍寶，並把巴士投入深圳公共汽車之路線中。早前主要服役在深圳的204及223路上，其後巨鷹珍寶全部被調往226路服役。因壞車率偏高及零件短缺，有部份狀況較差的巨鷹珍寶在牌照到期後退役，停泊在西麗湖，車上大部份零件被拆除供仍然行走的巨鷹珍寶使用。最後5部巨鷹珍寶，在2008年10月1日全數退役。

## 圖片

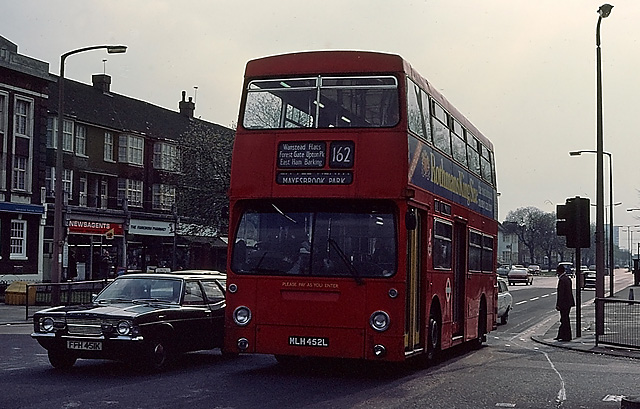
丹拿珍寶另一面
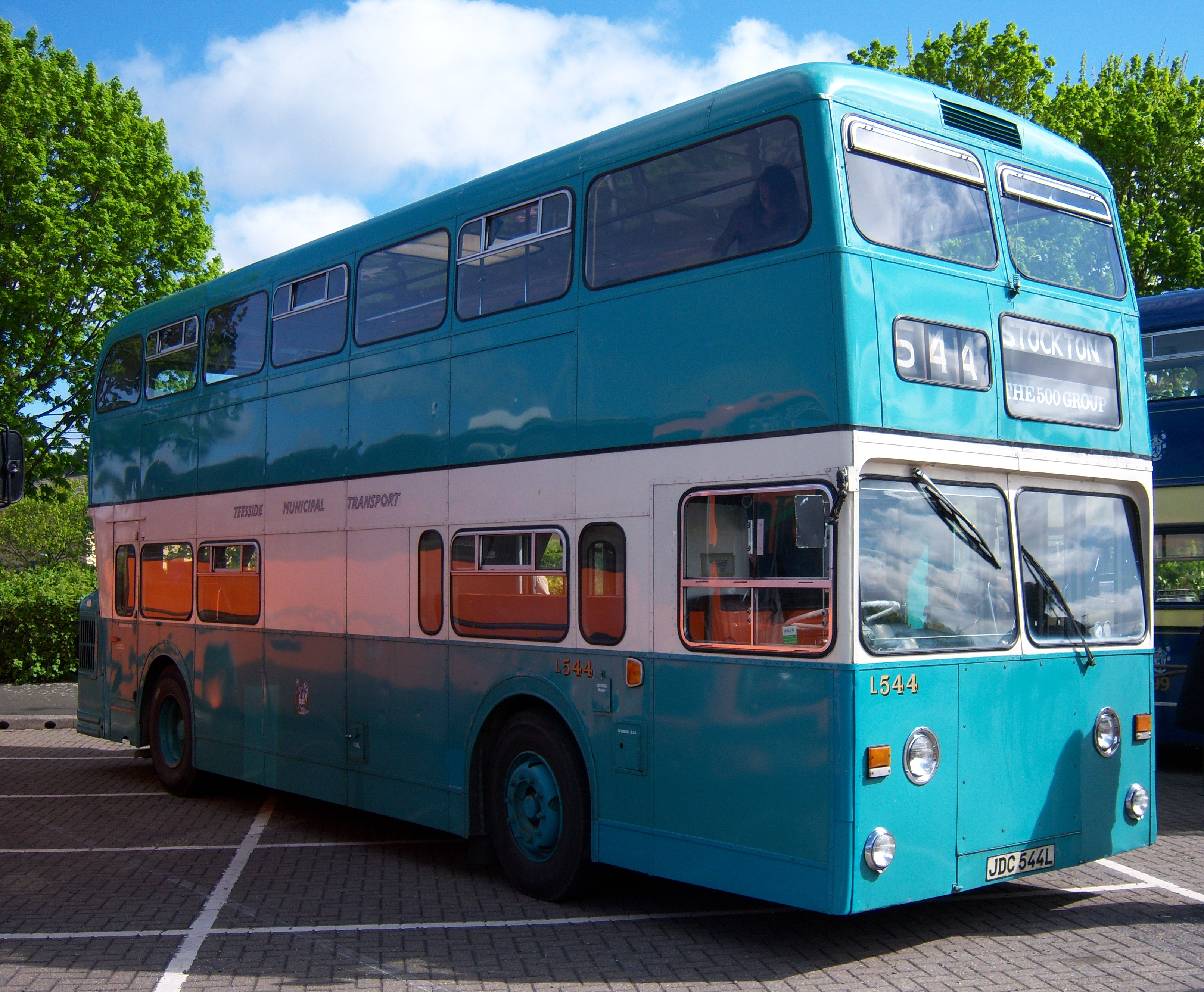
丹拿珍寶車頭
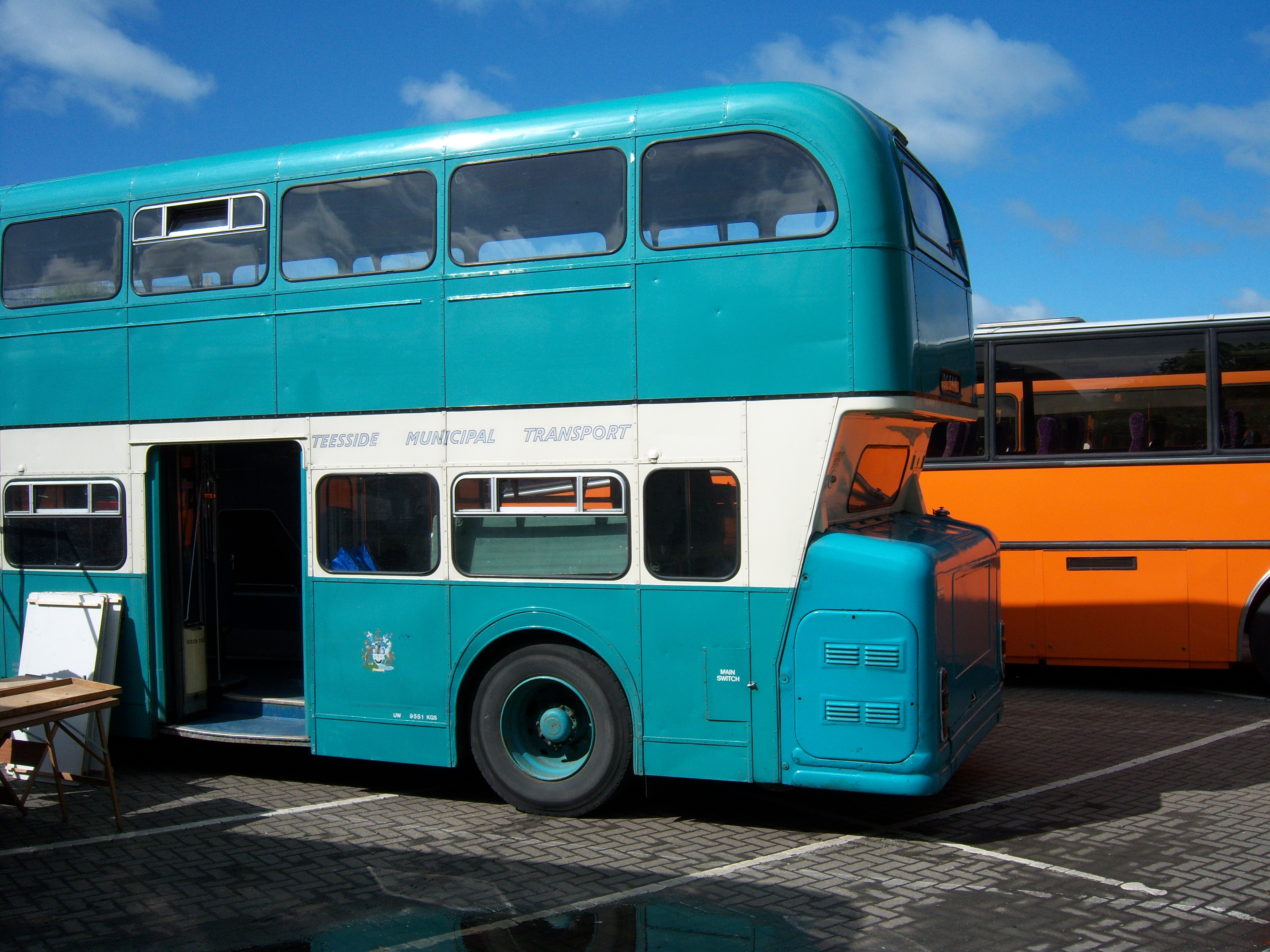
丹拿珍寶車尾

## 外部連結
- 珍寶巴士相集（九巴Metal Section車身）（页面存档备份，存于）
- 珍寶巴士相集（九巴BACO車身）（页面存档备份，存于）
- 珍寶巴士相集（中巴，含DMS車隊）（页面存档备份，存于）
- 巨鷹珍寶介紹（轉至香港巴士及鐵路資料中心）（页面存档备份，存于）